# Wingles
Wingles é uma comuna francesa na região administrativa de Altos da França, no departamento de Pas-de-Calais. Estende-se por uma área de 5,93 km². Em 2010 a comuna tinha 8 818 habitantes (densidade: 1 487 hab./km²).